# Sprinters Stakes
Groupe 1
Les Sprinters Stakes est une course hippique de plat se déroulant au mois d'octobre sur l'hippodrome de Nakayama, au Japon.
C'est une course de Groupe 1 réservée aux chevaux de 3 ans et plus.
Elle se court sur la distance de 1 200 mètres, sur la piste en herbe. L'allocation s'élève à 214 800 000 ¥ .

## Palmarès depuis 1994
| Année | Vainqueur         | Père                | Jockey             | Entraîneur          | Propriétaire                   | Temps   |
| ----- | ----------------- | ------------------- | ------------------ | ------------------- | ------------------------------ | ------- |
| 2024  | Lugal             | Duramente           | Atsuya Nishimura   | Haruki Sugiyama     | Yoshimasa Ema                  | 1'07"00 |
| 2023  | Mama Cocha        | Kurofune            | Yuga Kawada        | Yasutoshi Ikee      | Kaneko Makoto Holdings Co. Ltd | 1'08"00 |
| 2022  | Gendarme          | Kitten's Joy        | Kiwamu Ogino       | Yasutoshi Ikee      | Koji Maeda                     | 1'07"80 |
| 2021  | Pixie Knight      | Maurice             | Yuichi Fukunaga    | Hidetaka Otonashi   | Silk Racing                    | 1'07"10 |
| 2020  | Gran Alegria      | Deep Impact         | Christophe Lemaire | Kazuo Fujisawa      | Sunday Racing Co. Ltd          | 1'08"30 |
| 2019  | Tower of London   | Raven's Pass        | Christophe Lemaire | Kazuo Fujisawa      | Godolphin                      | 1'07"10 |
| 2018  | Fine Needle       | Admire Moon         | Yuga Kawada        | Yoshitada Takahashi | Godolphin                      | 1'08"30 |
| 2017  | Red Falx          | Swept Overboard     | Mirco Demuro       | Tomohito Ozeki      | Tokyo Horse Racing Co. Ltd     | 1'07"60 |
| 2016  | Red Falx          | Swept Overboard     | Mirco Demuro       | Tomohito Ozeki      | Tokyo Horse Racing Co. Ltd     | 1'07"60 |
| 2015  | Straight Girl     | Fuji Kiseki         | Keita Tosaki       | Hideaki Fujiwara    | Hirosaki Toshihiro Hd Co. Ltd  | 1'08"10 |
| 2014  | Snow Dragon       | Admire Cozzene      | Takuya Ono         | Noboru Takagi       | Makio Okada                    | 1'08"80 |
| 2013  | Lord Kanaloa      | King Kamehameha     | Yasunari Iwata     | Takayuki Yasuda     | Lord Horse Club                | 1'07"20 |
| 2012  | Lord Kanaloa      | King Kamehameha     | Yasunari Iwata     | Takayuki Yasuda     | Lord Horse Club                | 1'06"70 |
| 2011  | Curren Chan       | Kurofune            | Ken'ichi Ikezoe    | Takayuki Yasuda     | Takashi Suzuki                 | 1'07"40 |
| 2010  | Ultra Fantasy     | Quay Largo          | Alex H W Lai       | Ricky P F Yiu       | The Hon T F Lam                | 1'07"40 |
| 2009  | Laurel Guerreiro  | King Halo           | Shinji Fujita      | Mitsugu Kon         | Laurel Racing                  | 1'07"50 |
| 2008  | Sleepless Night   | Kurofune            | Hiroyuki Uemura    | Kojiro Hashiguchi   | Sunday Racing Co. Ltd          | 1'08"00 |
| 2007  | Aston Machan      | Admire Cozzene      | Eiji Nakadate      | Sei Ishizaka        | Mayumi Tosa                    | 1'09"40 |
| 2006  | Takeover Target   | Celtic Swing        | Jay Ford           | Joe Janiak          | Joe & Ben Janiak               | 1'08"10 |
| 2005  | Silent Witness    | El Moxie            | Felix Coetzee      | Tony Cruz           | Archie & Betty da Silva        | 1'07"30 |
| 2004  | Calstone Light O  | Warning             | Naohiro Onishi     | Hiroyuki Oneda      | Sadamitsu Shimizu              | 1'09"90 |
| 2003  | Durandal          | Sunday Silence      | Kenichi Ikezoe     | Masahiro Sakaguchi  | Teruya Yoshida                 | 1'08"00 |
| 2002  | Believe           | Sunday Silence      | Yutaka Take        | Shigeki Matsumoto   | Koji Maeda                     | 1'07"70 |
| 2001  | Trot Star         | Damister            | Masayoshi Ebina    | Eiji Nakano         | Minoru Takano                  | 1'07"00 |
| 2000  | Daitaku Yamato    | Daitaku Helios      | Teruo Eda          | Sei Ishizaka        | Kazuo Nakamura                 | 1'08"60 |
| 1999  | Black Hawk        | Sherman Morgan      | Norihiro Yokoyama  | Sakae Kunieda       | Makoto Kaneko                  | 1'08"20 |
| 1998  | Meiner Love       | Seeking The Gold    | Yutaka Yoshida     | Ryuichi Inaba       | Thoroughbred Club Ruffian      | 1'08"60 |
| 1997  | Taiki Shuttle     | Devil's Bag         | Yukio Okabe        | Kazuo Fujisawa      | U Taiki Farm                   | 1'07"80 |
| 1996  | Flower Park       | Nihon Pillow Winner | Seiki Tabara       | Shigeki Matsumoto   | Kazuko Yoshida                 | 1'08"80 |
| 1995  | Hishi Akebono     | Woodman             | Koichi Tsunoda     | Masaru Sayama       | Masaichiro Abe                 | 1'08"10 |
| 1994  | Sakura Bakushin O | Sakura Yutaka O     | Futoshi Kojima     | Katsutaro Sakai     | Sakura Commerce                | 1'07"10 |